# Placopsum
Placopsum, en ocasiones erróneamente denominado Arplacopsum, es un género de foraminífero bentónico considerado un sinónimo posterior de Bullopora de la subfamilia Webbinellinae, de la familia Polymorphinidae, de la superfamilia Polymorphinoidea, del suborden Lagenina y del orden Lagenida. Su especie-tipo era Webbina breoni. Su rango cronoestratigráfico abarcaba desde el Jurásico hasta el Cretácico.

## Discusión
Clasificaciones previas incluían Placopsum en la superfamilia Nodosarioidea.

## Clasificación
Placopsum incluía a la siguiente especie:
- Placopsum breoni †